# Ханин, Яков Давидович
Я́ков Дави́дович Ха́нин (15 мая 1922, Гадяч, Полтавская губерния — ?) — молдавский советский учёный в области виноградарства, доктор сельскохозяйственных наук (1975), профессор (1977).
Участник Великой Отечественной войны.
Окончил Кишинёвский сельскохозяйственный институт и аспирантуру там же, после чего был оставлен преподавателем на кафедре виноградарства. Кандидатскую диссертацию по теме «Эффективность удобрений при посадке винограда» защитил в 1961 году. Заслуженный работник высшей школы Молдавской ССР.
Основные научные труды — по вопросам агротехники молодых виноградников, применения макро- и микроудобрений на маточниках подвойных и привойных лоз, их влияния на регенерацию черенков и жизнеспособность молодых виноградников, внутрихозяйственного микрорайонирования сортов винограда.
Награждён орденом Красной Звезды, Отечественной войны I степени.
Сын (и соавтор) — кандидат сельскохозяйственных наук Евгений Яковлевич Ханин, старший научный сотрудник Молдавского НИИ виноградарства и виноделия научно-производственного объединения «Виерул» (директор А. Я. Гохберг).

## Публикации
- Я. Д. Ханин, В. Г. Унгурян. Применение гидробуров для подкормки виноградников. Кишинёв: Издательство сельскохозяйственной литературы, 1961.
- Колесник Л. В., Тимошенко А. Г., Унгурян В. Г., Пономарченко В. Б., Петраш Д. Н., Суружиу В. Т., Субботович А. С., Ханин Я. Д. Удобрение виноградников и виноградных питомников. Кишинёв: Картя Молдовеняскэ, 1965. — 143 с.
- А. С. Субботович, Я. Д. Ханин. Методические указания по реконструкции виноградников в колхозах и совхозах Молдавии. Кишинёв: Издательство ЦК КП Молдавии, 1967.
- Дерендовская А. И., Ханин Я. Д. Изменение содержания ауксинов и ингибиторов в прививках винограда в связи с их физиологической совместимостью // Физиолого-биохимические особенности морозо- и зимостойкости виноградной лозы. — Кишинёв: Штинца, 1979.
- Экологический подход к разработке сортовой агротехники винограда. — В кн.: Экология и размещение винограда в Молдавии. Кишинёв, 1981.
- Повышение жизнеспособности привитых виноградных саженцев и продуктивность молодых насаждений винограда. — В кн.: Новое в виноградном питомниководстве ВНР и Молдовы. Кишинёв, 1984.
- Унгурян В. Г., Ханин Я. Д., Мокану С. Я. Рекомендации по предотвращению и излечению хлороза на виноградниках. Кишинёв: Картя молдовеняскэ, 1984.